# Carga viral
Carga viral o carga vírica es la cuantificación de la infección por virus que se calcula por estimación de la cantidad de partículas virales en los fluidos corporales, como por ejemplo ARN viral por mililitros de sangre. 
La carga viral se usa para control terapéutico de virosis crónicas y control de pacientes inmunosuprimidos como los que han recibido trasplante (medicina) de órganos o de células madre hematopoýeticas o de médula ósea.
Las mediciones de carga viral más frecuentes en la actualidad son para casos de infección por VIH, citomegalovirus y de hepatitis viral C y B. 

## Carga viral de VIH
En el diagnóstico y tratamiento del VIH la carga viral es la cuantificación de VIH-1 que se encuentra en el plasma o cuantificación del RNA vírico que existe en una muestra. El método empleado consiste en técnicas de biología molecular o de diagnóstico genético, usando la reacción en cadena de la polimerasa.
Para medir la carga viral se utiliza un marcador de la actividad del VIH-1 y junto con la determinación de CD4 miden la competencia del sistema inmune de la persona.
La determinación de la carga viral plasmática (CV) del VIH es el marcador de respuesta al tratamiento antirretroviral más sensible, rápido y fiable. La CV se correlaciona directamente con el pronóstico clínico, el riesgo de transmisión viral y el recuento de CD4. Es una herramienta básica en el manejo clínico de la persona seropositiva ya que permite:
- Detectar el fracaso terapéutico con rapidez.
- Ayudar a modificar el plan terapéutico antes de que se desarrollen complicaciones clínicas.
- Sospechar interacciones medicamentosas, alteraciones farmacocinéticas o una adhesión terapéutica insuficiente. 
La inhibición de la replicación viral mediante el tratamiento antirretroviral retrasa la progresión de la enfermedad, prolonga la esperanza de vida, mejora la calidad de vida y disminuye los efectos adversos de la medicación.

## Carga viral en hepatitis B y C
Junto con genotipificación viral, la detección cuantitativa de ARN está indicada en los casos de hepatitis por VHB y VHC que serán sometidos a terapia antiviral con el fin de evaluar el pronóstico y respuesta virológica. 
Para el pronóstico se considera que a mayor carga vírica basal, menor probabilidad de una respuesta sostenida.
La respuesta al tratamiento antivírico se evalúa con una carga vírica basal (pretratamiento) y al menos una carga viral al término de este y a las 24 semanas post tratamiento. Se considera una buena respuesta al tratamiento antiviral si se obtiene una carga viral indetectable al término del tratamiento y una carga viral indetectable y/o ARN cualitativo negativo a las 24 semanas (respuesta vírica sostenida). Igualmente se ha determinado que una carga viral temprana (respuesta vírica precoz), con caída de 2 log 10 o más a las 4 o 12 semanas intra-tratamiento, permite evaluar precozmente la probabilidad de obtener una respuesta virológica sostenida al término de la terapia.
En caso del VHB la carga vírica permitirá además, detectar la infección con mutantes pre-core (hasta 40 % en zonas de alta endemia) donde existe ausencia de antígeno e (HBeAg) y por el aumento significativo de la carga viral detectar la aparición de mutantes resistentes a los medicamentos antivirales.
Los métodos más utilizados para las cargas virales de VHB y VHC son aquellos que utilizan la amplificación del ARN (PCR competitiva; PCR en tiempo real) o la amplificación de señales (ADN ramificado, bDNA) pero presentan limitaciones importantes pues tienen diferentes rangos de detección y aún no poseen un denominador común de medición, por lo tanto no son equivalentes ni comparables. Por tal razón los números absolutos expresados en ellos son referenciales y la evaluación de una caída significativa de una carga viral debe ser evaluada siempre en función de la diferencia en logaritmos en base 10.

## Carga viral de citomegalovirus
La cuantificación viral del citomegalovirus (CMV) se recomienda para control y tratamiento de pacientes inmunodeficientes, como quienes padecen el síndrome de inmunodeficiencia adquirida o quienes reciben medicamentos inmunosupresores como parte de su tratamiento con trasplante (medicina)s y en los cuales el citomegalovirus puede producir serias complicaciones, como una afección oportunista, que ocasiona mayores tasas de morbilidad y mortalidad. La carga viral se requiere para monitorización de la profilaxis y del tratamiento preventivo o curativo con medicamentos antivirales que se recomienda en los casos de trasplante, dado que el CMV es el agente patógeno más importante que afecta los casos de trasplante por su correlación directa con el rechazo del injerto u órgano trasplantado. Se recomienda su realización semanal, al menos mientras el paciente permanezca ingresado.
Igualmente la carga viral existente en líquido amniótico es un factor predictivo de la transmisión intrauterina, y los niños con infección congénita sintomática excretan más virus en la orina que los que tienen una infección asintomática, aunque todavía no se ha podido relacionar la carga vírica con el pronóstico en niños infectados de las complicaciones y secuelas de la infección por CMV como la hipoacusia neurosensorial.
Las técnicas usadas para determinar la carga viral de CMV son las técnicas de la PCR cuantitativa o PCR en tiempo real y las de inmunoensayo.

## Cuantificación de carga viral
Existen diferentes técnicas para poder cuantificar la carga vírica. Entre todas ellas podemos destacar las siguientes: PCR, NASBA, Amplificación Qβ y Amplificación en rama.
Todos estos sistemas (a excepción de la amplificación Qβ) se encuentran actualmente en el mercado. Aunque presentan una buena correlación entre sí, es recomendable utilizar el mismo método para determinar la carga viral a lo largo de la terapia de un paciente, pues puede haber variaciones en los resultados.
Además, es muy importante tener en cuenta la existencia de diferentes cepas de un mismo microorganismo. Esto implica que un sistema puede ser más sensible a una cepa que otro y, por tanto, más recomendable.

### Reacción en cadena de la polimerasa (PCR)
La reacción en cadena de la polimerasa (PCR) es una técnica que se basa en la amplificación de la diana de manera exponencial mediante replicación. La sonda empleada y la señal no son amplificadas (algo que sí ocurre en alguna de las técnicas descritas más abajo en este mismo documento). Se requiere además de equipamiento: un termociclador que permita el cambio secuencial de temperaturas (95 °C, 72 °C, 47 °C) característico del proceso de Reacción en Cadena de la Polimerasa (conocido como PCR).
Conceptos
Se comienza con una población de pacientes que han resultado ser seropositivos tras la prueba diagnóstica ELISA. A continuación procedemos a realizar una PCR a todos estos individuos, de modo que se obtiene un recuadro parecido al ELISA, solo que en este caso la probabilidad de error es menor:
| - | FP   | VP   |
| + | VN   | VN   |
|   | HIV- | HIV+ |

A partir de allí, esta técnica presentará los mismos parámetros que el resto de pruebas diagnósticas, a saber: 
- Sensibilidad: mínima cantidad de ADN que se necesita para obtener una gran cantidad de copias. La técnica es más sensible cuanto menor es la cantidad inicial de ADN que hay que suministrar para obtener una gran amplificación de la misma en poco tiempo. Se relaciona con los FN, que son los pacientes que han resultado negativos en la PCR siendo realmente enfermos, dado que cuanto menor sean los FN resultantes de la prueba, más sensible será.

Se=VP/(FN+VP)
- Especiﬁcidad: generación de un único producto de ampliﬁcación. No interesa tener mucha cantidad amplificada, sino obtener pocas copias pero que nos aseguren que esos pacientes no poseen el HIV, es decir, nos interesa tener una sola banda que asegure que el paciente es negativo, minimizando la presencia de dobles bandas que originen FP, para ello la temperatura de hibridación de los oligos ha de ser adecuada. Cuanto menor falsos positivos resulten de la prueba más específica será.

Sp=VN/(FP+VN)
Ambos parámetros correlacionan, de modo que un incremento de la sensibilidad de una prueba promueve una disminución de la especificidad de la misma, y viceversa.
Por otro lado, la PCR también presenta una serie de parámetros propios, tales como:
- Eﬁciencia: máxima producción de ampliﬁcación en función del número de ciclos. Cuanto más tarda en llegar a la fase de meseta (o plato de la fase exponencial) más eficaz es el proceso.

- Fidelidad: número de errores que comete la ADN polimerasa durante la copia. Cuando lo que interesa de la PCR es detectar simplemente la presencia del virus en células del paciente, solamente hay que analizar la presencia o ausencia de amplificación (analizar las bandas de electroforesis). En este caso por tanto la fidelidad de la PCR es irrelevante, dado que no se va a realizar un estudio pormenorizado de la secuencia amplificada, lo que indica que la introducción de errores en la misma no afecta al experimento. No obstante, si lo que se va a realizar es un estudio de secuenciación en el que se estudia la secuencia de cada virus para poder diferenciar diferentes variantes del mismo, la fidelidad de la técnica debe ser lo más alta posible, dado que pequeñas modificaciones en la secuencia amplificada pueden originar graves errores.

Una técnica de PCR poco fiel puede dar lugar a la presencia de muchos falsos negativos.
De entre los distintos tipos de PCR existentes, los usados para determinar la carga viral son: 
- PCR competitiva: actualmente en desuso debido a que se trata de una técnica que requiere manipulación del operario para obtener los resultados del proceso. Sólo es posible detectar el producto final, lo que se consigue gracias al empleo de quimioluminiscencia. La sensibilidad obtenida tiene un valor medio, se necesitan más de 178 moléculas iniciales del virus para poder llevar a cabo la amplificación.

- PCR cuantitativa: la usada actualmente, ya que el proceso se encuentra facilitado por su automatización. El empleo de sondas Taqman facilita la detección de la amplificación, y los resultados se obtienen durante todo el proceso a tiempo real. La sensibilidad obtenida es elevada, sólo son suficientes 40 moléculas víricas para llevar a cabo la amplificación.

### NASBA
Su denominación se corresponde con las siglas del nombre de esta técnica en inglés: Nucleic Acid Sequence Based Amplification. El proceso se basa en una amplificación isotérmica de ácidos nucleicos. Dicha amplificación comienza por seis pasos únicos (1ª fase) a partir de los cuales se forma un bucle de otros seis pasos consecutivos que serán los que realmente amplifiquen la secuencia diana (2ª fase).Con este método se obtiene una amplificación de nuevo de la diana, pero en esta ocasión mediante transcripción (y no por replicación como ocurre en PCR). Al igual que en PCR, se consigue una amplificación exponencial, sin embargo en esta ocasión es mucho más rápida que en la PCR (ya que PCR amplifica sólo de dos en dos y esta mucho más). Cuenta además con la ventaja de no necesitar un termociclador, pues el proceso es isotérmico y se lleva a cabo en un baño a una determinada temperatura. La técnica ha sido diseñada especialmente para la detección de virus de ARN, aunque también nos sirve para otros microorganismos difíciles de detectar como las Chlamidias mediante la amplificación de los ARNm. Adicionalmente puede ser empleada para la detección de ADN.
Para la realización de NASBA la muestra susceptible de poseer ARN vírico se incuba junto con una mezcla de tres enzimas (retrotranscriptasa, ARNasaH o II y T7 ARN polimerasa) y dos cebadores (a+ complementario al extremo 5' y b- complementario al extremo 3', b- además se encuentra unido a una secuencia promotora T7).
El tubo que contiene todos estos componentes se ha de introducir en el baño que se encuentra a la temperatura idónea para la hibricación de los cebadores y la actuación de las enzimas.
1ª fase
1º paso: el oligo b- (constituido por el cebador y el promotor de T7) se una a su secuencia complementaria específica presente en el extremo del ARN (o ADN) del virus que deseamos estudiar y detectar. (Suponemos obviamente que el virus está presente en la muestra, ya que en caso contrario no se produciría el proceso NASBA de amplificación).
2º paso: la enzima retrotranscriptasa sintetiza un ADN complementario a la secuencia inicial de ARN diana mediante la elongación del cebador b-.
3º paso: la enzima ARNasa degrada la hebra de ARN del heterodúplex ADN/ARN, quedando libre y expuesta la hebra de ADN complementaria.
4º paso: el oligo a+ se une a la hebra de ADN mediante hibridación.
5º paso: la enzima retrotranscriptasa elonga el oligo, creando otra cadena de ADN. Por tanto tenemos un ADN de doble cadena unido a un promotor T7P en uno de sus extremos.
6º paso: gracias a la presencia del promotor, T7 ARN polimerasa es capaz de actuar y estar siempre transcribiendo. Obtenemos de esta forma numerosos ARN complementarios de la diana original.
2ª fase
7º paso: el cebador a+ hibridará con el extremo 3' de ARN complementarios de la diana sintetizados en el paso anterior.
8º paso: la enzima retrotranscriptasa elonga los cebadores a+, obteniéndose unas nuevas hebras de ADN complementarias a las de ARN que emplean como molde. Tendremos por tanto heterodúplex ADN/ARN.
9º paso: la enzima ARNasa actúa de nuevo hidrolizando el ARN de estos heterodúplex y liberando las hebras de ADN, que quedan expuestas en el medio.
10º paso: a estas hebras de ADN se unen los debadores b-.
11º paso: la enzima retrotranscriptasa actúa elongando el conjunto formado en el paso 10º, obteniéndose ADN de doble cadena unido por uno de sus extremos a un promotor T7P.
12º paso: por último la T7 ARN polimerasa actúa sobre su respectivo promotor produciéndose de nuevo múlteples copias de ARN complementarios a la cadena diana original. Volvemos de nuevo al paso 7º.
Estos seis últimos pasos constituyen un bucle. Este ciclo se repetirá ya de forma continua hasta que detengamos el proceso (inactivando las enzimas por desnaturalización, sacando el tubo del baño isotérmico...).
- ^Para amplificar ADN en lugar de ARN, re requiere un paso adicional consistente en una desnaturalización que posibilitará la unión del cebador b- con el promotor de la T7 ARN polimerasa mediante la enzima retrotranscriptasa.

El objetivo buscado es detectar la cantidad inicial de virus, es decir, la carga viral. Con NASBA podemos seguir dos procedimientos de cuantificación:
Electroquimioluminiscencia (ECL): se emplea el producto final del proceso NASBA para cuantificar. Para ello junto a la muestra de partida sobre la que realizamos NASBA, se añaden tres calibradores internos cuya secuencia es idéntica a la diana objeto de nuestro estudio salvo en 20 pares de bases que serán específicos de cada uno de ellos. Estos calibradores se encontrarán a unas concentraciones conocidas previamente: baja, media y alta respectivamente. Tras los sucesivos pasos de amplificación, y una vez terminado el proceso, la máquina que ha realizado el NASBA automáticamente dividirá la muestra en cuatro fracciones: diana, calibrador a baja concentración, calibrador a concentración media y calibrador a elevada concentración. Cada una de estas fracciones amplificadas hibridará con una sonda complementaria a los 20 pares de bases diferentes de cada amplicón. Dichas sondas contienen adheridas esferas magnéticos con estreptavidina. Las esferas se encuentran unidas a un electrodo, y a esta mezcla se añade otras sondas inespecíficas con ruterio, que también hibridarán con la secuencia amplificada. Una descarga eléctrica disparará la reacción de electroquimioluminiscencia, desprendiéndose una luz proporcional al número de copias iniciales de la secuencia diana. Comparando el resultado de la secuencia diana con los tres controles cuya concentración nos era conocida seremos capaces de obtener la carga viral inicial. 
Balizas moleculares u oligobalizas: este método permitirá cuantificar a tiempo real. A la mezcla inicial de reacción se han de añadir unas sondas específicas denominadas balizas moleculares (Molecular beacon en inglés). Se tratan de unas secuencias con extremos complementarios entre sí de unos 5 pares de bases, pero que no son complementarios a la secuencia diana. Unido a uno de los extremos presentan un fluorocromo, mientras que en el extremo opuesto hay una molécula que inhibe al fluorocromo cuando está próximo a este.La zona situada entre estos dos extremos será la complementaria a la diana. Las oligobalizas cumplen estas mismas características, pero además funcionan como oligos para la amplificación.
Por tanto, cuando no exista secuencia diana con la que puedan hibridar, los extremos complementarios hibridarán entre sí y el fluorocromo estará inactivo. Pero cada vez que NASBA pase por el paso 6º o 12º las balizas moleculares se unirán a las secuencias complementarias del ARN diana amplificadas, separándose sus extremos y quedando liberado el fluorocromo, que emitirá una fluorescencia proporcional al número de hebras de ARN. Esto posibilita la cuantificando de la carga viral en cada uno de los ciclos. 
El éxito de esta técnica frente a la PCR tradicional radica en que tras cada ciclo la secuencia diana no se copia en dos, sino en unas 1000 gracias a la T7 ARN polimerasa. Sin embargo, NASBA también presenta limitaciones: pueden aparecer fácilmente falsos negativos y falsos positivos, haciendo que no sea tan sensible y específica como lo sería la PCR en Transcriptasa inversa (RT-PCR). Esto tiene como consecuencia que, aunque sea adecuada para cuantificar, NASBA no debe ser empleada para confirmar o desmentir la presencia de ARNm de un determinado virus, ya que no es demasiado fiable. Para esto último sería recomendable emplear RT-PCR en su lugar.

### Amplificación Qβ

Amplificación Qβ.

Mediante esta técnica se amplifica la sonda específica que se une a la secuencia de interés (en este caso, del genoma viral), en lugar de amplificar tal secuencia, como ocurre en otros métodos. Para lograr la amplificación de la sonda, se utiliza la enzima Qβ replicasa, que es una polimerasa de ARN dependiente de ARN del bacteriófago Qβ que reconoce una estructura terciaria de ARN metaestable. Mediante este método se puede amplificar tanto ARN como ADN (este último debe ser previamente desnaturalizado para que sea ADN de cadena simple).
Se emplean dos tipos de sonda: 
- Sonda señalizadora: se diseña partiendo de la estructura de ARN metaestable que reconoce la enzima Qβ replicasa. En esta estructura de ARN se clona una secuencia complementaria a la diana buscada (se unirá una sonda señalizadora por molécula de genoma vírico).
- Sonda de captura: se diseña una secuencia complementaria a la diana, con un extremo poliG.

La sonda señalizadora y la de captura hibridan con el ácido nucleico diana (sobre cada molécula de genoma viral van a hibridar estas dos sondas). La captura de este complejo que se ha formado (sonda de captura-diana-sonda señalizadora) se consigue utilizando una secuencia poliC (complementaria por lo tanto a la secuencia de captura poliG) que posee una bola magnética en un extremo, de modo que al introducir un imán, queda retenido el complejo y se puede lavar y eliminar el exceso de sonda señalizadora no unida a la secuencia diana. Se suelen hacer una serie de nuevas hibridaciones con sonda captura y lavados, con el objetivo de eliminar sonda señalizadora sin unir y tener así solamente secuencia metaestable unida a la diana. Finalmente, se utiliza la enzima Qβ replicasa para amplificar la sonda señalizadora. Esta replicación es muy eficiente, generándose 106-109 copias por sonda señalizadora original en menos de 15 minutos. No se precisa el empleo de un termociclador, lo cual es una ventaja añadida. 
La cuantificación y detección se realiza por colorimetría o por fluorescencia en tiempo real.
Es fundamental que la muestra quede perfectamente lavada. De no ser así, pueden aparecer falsos positivos, lo que supone una disminución de la especificidad de la técnica. Sin embargo, la sensibilidad suele ser elevada, pues es difícil la aparición de falsos negativos debido a la gran eficiencia de esta enzima.

### Amplificación ADN en rama
Con esta técnica lo que se va a amplificar es la señal, no amplificándose ni viéndose alterado el número de secuencia diana ni de sondas, algo que sí ocurría en casos anteriores. La amplificación es lineal, al contrario de lo que ocurría en las técnicas anteriores donde era exponencial. Presenta la ventaja de no necesitar termociclador, pero la desventaja de no ser muy sensible. Sin embargo, sí que resulta muy útil para detectar distintas cepas de un mismo organismo gracias al empleo de las diferentes sondas descritas a continuación.
Para este proceso se van a emplear tres tipos de sondas diferentes:
- Sondas ancla: unen la molécula diana con una fase sólida.

- Sonda extensora: específica para la molécula diana y la sonda señal.

- Sondas amplificadores: se tratan de sondas específicas para la señal.

El proceso ocurre en varios pasos:
Paso 1: las sondas ancla se unen a la molécula del virus objetivo del estudio y, a su vez, se unen a la fase sólida. Esto puede suceder en uno o en dos pasos, aunque normalmente se realiza en dos (un oligo fijado a la base reconoce otro oligo que a su vez reconoce la secuencia vírica y se une a ella. El motivo de esto es puramente económico, pues de esta forma se evita el tener que hacer una base diferente en cada caso, por lo que se puede fabricar a gran escala la base y en cada estudio sólo cambio el segundo oligo de unión a la secuencia vírica.
Paso 2:las sondas extensoras se unen al ARN viral y a las sondas amplificadoras. Se une una única sonda amplificadora y da muchas señales. Con una sola molécula daría señal, de hecho no se amplifica, o se detecta o no. Este segundo paso puede ser también modificado, prueba de ello es bDNA, constituido por una sonda preamplificadora a la que se unen múltiples sondas amplificadoras y a estas últimas múltiples sondas etiquetadas que nos dan la señal, es decir, posee un solo extensor al que se le unen múltiples sondas en forma de ramas, cada una con su señal.
Paso 3: finalmente se cuantifica la amplificación mediante la adición de dioxietano y la detección de quimioluminiscencia o bien mediante el uso de enzimas que catalizan la formación de un producto que genera color o luz (detectable con un luminómetro). La cantidad de luz emitida será proporcional a la cantidad de material genético viral específico presente en la muestra.
Se pueden distinguir dos generaciones de este método de amplificación de ácidos nucleicos:
1ª generación: cada sonda extensora se une a la sonda amplificadora que tiene múltiples ramas (normalmente 15) con algún tipo de señalización unida a los nucleótidos (normalmente enzima que al transformar sustrato en producto emite una señal detectable, ya sea lumínica, colorimétrica. Ejemplo: enzima es fosfatasa alcalina, se añade dioxietano al medio y se mide quimioluminiscencia)
2ª generación: cada sonda extensora se une a una sonda preamplificadora a la que se unen 15 sondas amplificadoras cada una con 15 ramas.
Esta técnica permite la detección de menos de 100 copias de ARN de VIH por ml de sangre, incluso sin preamplificación.

### Métodos no moleculares
Dentro de este tipo de métodos podemos encontrar tres subtipos:
- ExaVir.

Consiste en realizar un test ELISA por el cual una retrotranscriptasa da lugar al ADNc y una ARNasa degrada el ARN dando lugar al ADN bicatenario. La cantidad de carga viral se mide mediante el uso de anticuerpos.
- PerkinElmer.

Mediante este método, se mide la cantidad de proteína P24, presente en la cápside del VIH.
- Helicasa.

Consiste en realizar una amplificación gracias a este tipo de enzima, que participa en varios procesos celulares relacionados con el ADN.

### Otros métodos
Además de las técnicas ya citadas, existen otros métodos utilizados para la cuantificación viral, tales como:

Ensayos de captura de híbridos.

- Ensayos de captura de híbridos.

Para esta técnica, el ADN diana que pueda contener la muestra a analizar es purificado y se une con una sonda de ARN de cadena sencilla (sería necesario desnaturalizar previamente el ADN diana). El híbrido ADN-ARN forma una estructura característica que es reconocida por anticuerpos específicos (dobles cadenas de ADN o cadenas sencillas de ARN no son reconocidas). Estos anticuerpos están fijados a pocillos de placas microtituladoras, de manera que capturan el híbrido ADN-ARN (lo cual también facilita los procesos de lavado durante el ensayo). Los híbridos capturados se detectan añadiendo anticuerpos anti-híbrido ADN-ARN conjugados con fosfatasa alcalina. Se añade sustrato para la fosfatasa alcalina y se mide la quimioluminiscencia.
El ensayo de captura de híbridos es por tanto un método de amplificación de señal, ya que no se amplifica la cantidad de ADN diana, sino que este es aislado, unido a una sonda y finalmente a la señal específica para este híbrido diana-sonda.
- Amplificación basada en digestión.

Esta técnica permite detectar el ácido nucleico de interés mediante el uso de varias sondas que se unen de forma superpuesta a la diana. Es importante el papel de la enzima bacteriana Cleavase, que reconoce secuencias de ADN superpuestas y realiza un corte en la estructura solapante que forman (esta actividad enzimática in vivo está relacionada con procesos de reparación de ADN).
Para iniciar la amplificación, el ácido nucleico diana se mezcla con sonda señalizadora y sonda invasora. Ambas sondas se unen a la diana, con la peculiaridad de que el extremo 5' de la sonda señalizadora se superpone con la sonda invasora. La enzima Cleavase reconoce esta superposición y corta (digiere) la sonda señalizadora, que puede entonces actuar como una sonda invasora en el siguiente paso de la reacción.
En un segundo paso, se añade una sonda FRET que tiene secuencia complementaria a la sonda señalizadora digerida. En el extremo 5' de la sonda FRET hay una molécula fluorescente que está situada junto a una molécula quencher, de manera que la sonda FRET no está emitiendo ninguna señal. La sonda señalizadora digerida (que en este segundo paso está actuando como invasora) se une a la sonda FRET, generando un sitio de superposición que de nuevo es reconocido por Cleavase. Cuando esta enzima corta la sonda FRET en la región de superposición, libera la molécula fluorescente del quencher, y se produce entonces una señal.
La cantidad de señal puede ser cuantificada y relacionada directamente con la cantidad de ácido nucleico diana paresente en la muestra a analizar.
- Reacción en cadena de la ligasa (LCR, en inglés Ligase Chain Reaction).

La técnica de LCR se basa en la amplificación de sondas-cebadores diseñados sintéticamente para que sean complementarios al ácido nucleico diana. Es necesario conocer previamente la secuencia diana al completo para poder elaborar estos oligonucleótidos. En técnicas de PCR, puede existir una distancia de cientos de pares de bases entre los cebadores, que formará parte de la secuencia amplificada en la reacción. En LCR, los cebadores hibridan de forma contigua, separados únicamente por una base. En lugar de utilizar una ADN polimerasa para sintetizar la secuencias complementarias por extensión de los cebadores (como ocurre en PCR), una ADN ligasa liga (une) entre sí los cebadores que anillan adyancentes. Una falta de complementariedad con los oligos en la región diana (incluso de una sola base) impide la ligación de los cebadores. Estos cebadores ligados pueden servir como molde para que otros cebadores anillen sobre ellos.
En LCR es necesario utilizar un termociclador para controlar la temperatura de los diferentes pasos: 
- La muestra se calienta para desnaturalizar el ácido nucleico que pueda contener.
- A continuación se enfría para permitir que los cebadores anillen si la secuencia diana está presente.
- Una ligasa termoestable une los cebadores adyacentes.
El producto de LCR son por tanto cebadores ligados, por lo que es un método de amplificación de sonda y no de diana, ya que el número de moléculas de ácido nucleico diana no varía. La señal se genera por repetición de ligaciones entre las sondas-cebadores que hibridan con la secuencia diana. Un oligo está covalentemente unido a biotina para poder posteriormente inmovilizarlo y el otro está unido a una molécula señal. Estos dos oligos serán ligados en el caso de que esté presente la secuencia diana e hibriden de forma complementaria sobre ella, quedanto entonces adyacentes. Los cebadores son capturados en sustrato sólido con estreptavidina y se pueden detectar por la molécula señal. Si no hay complementariedad total (la secuencia diana no está presente), los cebadores capturados no producirán señal alguna.
- Amplificación por desplazamiento de hebra (SDA, en inglés Strand Displacement Amplification).

La técnica de SDA consiste en una amplificación que transcurre isotérmicamente, es decir, tras la desnaturalización inicial, la reacción tiene lugar a una misma temperatura. Comprende dos fases:
- Primera fase (generación de la diana): el ácido nucleico de la muestra es desnaturalizado por calor (95 °C). En cada extremo de la secuencia diana, un cebador y una sonda hibridan muy cerca el uno del otro. Las sondas contienen un sitio para enzima de restricción. La extensión del cebador es realizada por una ADN polimerasa deficiente en actividad exonucleasa derivada de E.coli, que va incorporando además nucleótidos modificados dATPaS (5'-O-1-trifosfato 2'-deoxiadenosina). A medida que se extienden los cebadores, se desplazan las sondas, que también están siendo polimerizadas. Una segunda ronda de cebadores complementarios hibridan con las sondas desplazadas, de forma que la ADN polimerasa extiende estos segundos cebadores, generando una sondas de doble cadena. Estas sondas serán el ADN diana en la siguiente fase.
- Segunda fase (amplificación exponencial de las sondas-diana): Cuando se añade la enzima de restricción a la reacción (que contiene ahora sondas de ADN de doble cadena), sólo una de las cadenas de la sonda será digerida (cortada) debido a que el sitio que debería existir en la región complementaria ha desaparecido por la introducción de nucleótidos dATPaS durante la polimerización. Esto genera una mella (en inglés nick) en el ADN, desde la cual polimeriza la ADN polimerasa, lo que simultáneamente desplaza la cadena restante. Esta cadena se copia con cebadores que permitirán recuperar el sitio de restricción. En esta segunda reacción de polimerización también se utilizan nucleótidos dATPaS, por lo que una cadena de cada nuevo producto sintetizado será resistente al corte de la enzima, y la generación y extensión de la mella se puede repetir sin necesidad de volver a desnaturalizar. Este proceso repetitivo tiene lugar a unos 52 °C sin necesidad de termociclador.
El producto de esta amplificación son millones de copias de la sonda original. La adición de sonda fluorescente produce una señal que se corresponde con la cantidad de diana amplificada.
- Sondas FRET.
- Círculo rodante.